# ام‌جی‌ام گرند لاس وگاس
ام‌جی‌ام گرند لاس وگاس (به انگلیسی: MGM Grand Las Vegas) نام یک هتل و کازینو در شهر لاس وگاس در آمریکا است.
ساختمان فعلی هتل توسط کرک کرکوریان (مالک وقت شرکت ام جی ام گرند) ساخته شد. در سال ۱۹۸۰ ساختمان سابق هتل ام جی ام گرند (امروزه Bally's)، دچار آتشسوزی مهیبی شد و در طی آن ساختمان هتل آسیب فراوانی دید. در این حادثه ۳۲ نفر جان باختند. اما با مدیریت خوب کرکوریان، هتل تنها ظرف ۸ ماه بازسازی و بازگشایی مجدد شد. سپس کرکوریان هتل مارینا که در سال ۱۹۷۵ بنا شده بود را خریداری نموده و به‌صورت غیررسمی نام آن به ام‌جی‌ام مارینا تغییر پیدا کرد. با ساخت و توسعه ساختمان کنونی هتل ام‌جی‌ام گرند در محوطه گلف کورس و محوطه استخر هتل مارینا، ساختمان هتل مارینا در ضلع غربی ام جی ام گرند فعلی ادغام و در سال ۱۹۹۳ هتل ام جی ام گرند جدید افتتاح شد. اگر از دید پلان به ساختمان هتل نگاه کنیم، سازه هتل مارینا در یال بزرگتر ساختمان هتل ام جی ام قرار گرفته است.
این هتل یک پارک آبی بزرگ دارد که از حیث امکانات و تفریحی با دیزنی لند برابری می‌کند. همچنین ساختمان‌های ام جی ام گرند سیگنچر (MGM Grand Signature) نیز متعلق به همین مجموعه است و بعنوان افزونه لوکس به هتل افزوده شده‌است.
کلاب معروف هاکاسان در این هتل قرار دارد و در سال ۲۰۱۴ میزبان جایزه موسیقی بیلبورد بوده‌است.
این هتل بزرگترین هتل لاس وگاس است و تا مقطعی از زمان نیز بزرگترین هتل جهان لقب داشته‌است. پیش از آن، ساختمان سابق هتل ام جی ام گرند (Bally's کنونی) لقب بزرگترین هتل جهان را یدک می‌کشید. امروزه هتل‌های فرست ورلد واقع در تپه‌های جنتینگ مالزی، هتل کازینوی باهاما در باهاماس، هتل کازینوی گلکسی ماکائو واقع در منطقه شهری جدید ماکائو، هتل کازینوی ونیشین ماکائو، هتل ریزورتس ورلد لاس وگاس (متعلق به جنتینگ مالزی)، هتل کازینوی وین و انکور لاس وگاس (وین ریزورتس) و نهایتاً هتل مندلی بی لاس وگاس (متعلق به ام جی ام ریزورتس)، لقب بزرگترین هتل‌های جهان را یدک می‌کشند ولی با اینحال این هتل هنوز هم یکی از بزرگترین هتل‌های جهان است.